# 동국문헌비고
《동국문헌비고》(東國文獻備考)는 조선 영조 때 홍봉한(洪鳳漢)이 조선의 문물제도 전반에 걸쳐 기록한 일종의 백과사전이다.

## 같이 보기
- 백과사전 목록
- 문헌통고
- 증보문헌비고